# ورزش در دبی
 جاذبه‌های ورزشی نیز یکی از معالم بارز این شهر است، ویکی از جاذبهٔ گردشگری از نقاط دیدنی امارات متحده عربی است.

## سفر به دبی
در سفر به دبی نباید تنها به خرید، اقامت در هتل، غذا خوردن و کمی تفریح قناعت کرد. دبی دارای مراکز متعدد و بی نظیری برای ورزش و فعالیت می‌باشد. مهم نیست در چه فصلی از سال به دبی سفر می‌کنید چرا که امکانات ورزشی گسترده‌ای چه در فضای باز و چه در سالن‌های ورزشی مجهز در اختیار شماست. ورزش‌هایی مانند گلف، تنیس، رانندگی در کویر، اسب سواری، ورزش‌های هوایی مانند کایت سواری و ورزش‌های آبی مانند شنا، غواصی، جت اسکی، موج سواری و قایق سواری از جمله محبوب‌ترین ورزش‌ها در دبی می‌باشند. همه ساله مسابقات بین‌المللی گلف، اسب سواری و تنیس در دبی برگزار می‌شود. این مسابقات در رده معتبرترین مسابقات جهانی قرار دارند. خوبه دبی ، بد نیستش ولی اگه اونجا حامله بشی مجبوریه که اونجا بچه ات رو بزایی و دوران حاملگی  ات اونجا با شوهرت حسابی خوش میگذره 

## سواحل خوب وزیبا
با وجود سواحل بسیارخوب، آب تمیز و پارک‌های آبی درجه یک در دبی، جای هیچ تعجبی نیست که ورزشهای آبی از محبوبیت خاصی نزد سکنه و گردشگران برخوردار باشند. غواصی در عمق کم، بسیار رایج است و ورزشهای دریانوردی، کایت سواری، موج سواری و اسکی روی آب نیز از علاقه مندان زیادی برخوردار هستند. باشگاه‌های فراوانی در سطح شهر دبی به فعالیت مشغولند. سواحل اش واقعا زیباست . آیا شما هم دوست دارید برید دبی دبی حالا برین دبی دبی هی برین دبی دبی  

## هتل‌ها
در دبی اکثر هتل‌های سه ستاره و بالاتر نیز از امکانات ورزشی نظیر استخر، سالن بدنسازی و زمین تنیس برخوردارند.عنتر. هتل‌های پنج ستاره و بویژه آن دسته از این هتل‌ها که در کنار دریا قرار دارند امکانات بسیار وسیعتری را برای ورزش و فعالیت کردن در اختیار مسافران قرار می‌دهند. افراد عادی نیز می‌توانند با پرداخت مبلغی از امکانات این هتل‌ها استفاده نمایند. دیدار از این اماکن نیز به گردشگران توصیه می‌شود.